# Krytyka Prawa
Krytyka Prawa. Niezależne studia nad prawem – czasopismo naukowe otwartego dostępu poświęcone tworzeniu, wykładni, stosowaniu i funkcjonowaniu prawa wydawane przez Akademię Leona Koźmińskiego w Warszawie.
Czasopismo znajduje się w wykazie czasopism naukowych prowadzonym przez Ministra Nauki i Szkolnictwa Wyższego z przyznaną liczbą 40 punktów.

## Redakcja
- Jolanta Jabłońska-Bonca – redaktor naczelna[3]
- Waldemar Hoff, Toshiyuki Kono, Artur Mudrecki, Robert Zieliński, Adam Noga, Ewa Popławska, Kamil Zeidler – członkowie kolegium redakcyjnego[3]

## Indeksowanie w bazach danych
- BazEkon[4]
- BazHum[4]
- ERIH Plus[4]